# Robert Bacher

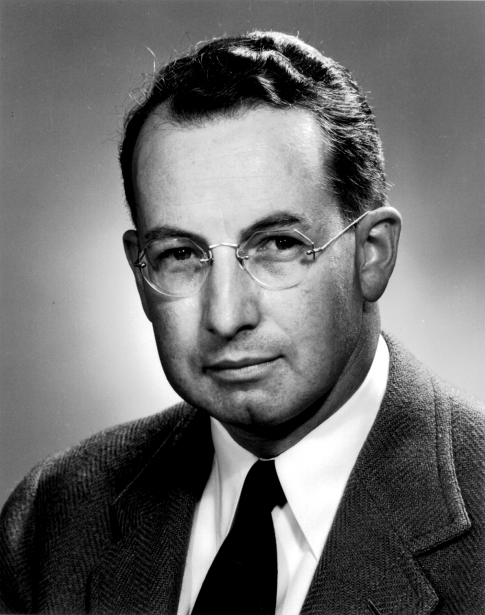
Robert Bacher (etwa 1947)

Robert Fox Bacher (* 31. August 1905 in Loudonville, Ohio; † 18. November 2004 in Montecito, Kalifornien) war ein US-amerikanischer Kernphysiker.

## Leben
Robert Bacher war ein experimenteller Kernphysiker. Er wurde 1930 an der University of Michigan promoviert. Nach Post-Doc Aufenthalten am Massachusetts Institute of Technology, der University of Michigan und der Columbia University wurde er 1935 Instructor und später Professor für Physik an der Cornell University, wo er 1946/47 das Laboratory of nuclear studies leitete und mit Hans Bethe zusammenarbeitete. Während des Zweiten Weltkrieges arbeitete er im Manhattan-Projekt zur Entwicklung der ersten Atombombe als Leiter der Abteilung für experimentelle Physik (1943/44), und nach Fertigstellung der Bombe 1944/45 als Leiter der „bomb physics division“.
Nicht zuletzt deswegen erhielt er 1946 die Verdienstmedaille des US-Präsidenten. Auch nach Los Alamos war er an der Waffenentwicklung und als Regierungsberater (z. B. bei den Verhandlungen zum Teststopp-Abkommen 1958) tätig. 1946 bis 1949 war er in der Atomic Energy Commission der Vereinigten Staaten und 1957 bis 1962 im Naval Research Advisory Committee der US-Marine. 1957 bis 1959 war er im President’s Science Advisory Committee (PSAC).
1949 ging er ans California Institute of Technology (Caltech), wo er wichtige administratorische Funktionen erfüllte. Er war 1949 bis 1962 Leiter der Fakultät für Physik, Mathematik und Astronomie und machte sie zu einem landesweiten Anziehungspunkt begabter Studenten, indem er mit dafür verantwortlich war Richard Feynman und Murray Gell-Mann ans Caltech zu holen. Er prägte dort das High energy physics Programm und gab die Initiative für den Ausbau der Radioastronomie am Caltech. In den 1960er Jahren war er Provost (1962 bis 1970) und Vize-Präsident des Caltech. 1976 wurde er emeritiert.
Bacher war seit 1994 verwitwet. Er hinterlässt den Sohn Andrew und die Tochter Martha Bacher Eaton.
1946 wurde ihm von General Leslie Groves die Medal for Merit verliehen. Seit 1947 war er Mitglied der National Academy of Sciences und seit 1948 der American Philosophical Society. 1953 wurde er in die American Academy of Arts and Sciences gewählt.
1950 bis 1960 war er im Rat (Board of Trustees) der Rand Corporation und 1959 bis 1976 in dem der Carnegie Corporation. 1964 war er Präsident der American Physical Society.